# Helge Thomsen
Helge Thomsen (* 9. Juli 1967 in Schleswig) ist ein deutscher Journalist, Kommunikationsdesigner, Kolumnist, Buchautor und Fernsehmoderator mit dem Schwerpunkt auf Automobile und Motorräder.

## Leben
Thomsen wuchs in Eckernförde auf, wo er das Jungmann-Gymnasium mit Fachhochschulreife verließ. Nach dem Grundwehrdienst studierte er Maschinenbau in Flensburg. Nach dem Grundstudium wechselte er nach Hamburg, wo er ein Studium des Kommunikationsdesigns erfolgreich beendete. Bereits während des Studiums gründete er seine erste Werbeagentur, die sich auf Corporate Design spezialisierte. Parallel betrieb er eine eigene Autowerkstatt in Hamburg-Wilhelmsburg, in der er Oldtimer und Youngtimer restaurierte und für diverse Kunden Einzelanfertigungen realisierte.
1999 gründete Thomsen mit zwei Freunden den Motoraver Verlag, der seitdem das gleichnamige Print-Magazin zum Thema Drivestyle und Oldtimer publiziert. Dort hat er die Chefredaktion inne und entwickelt das Corporate Design.
Aus einem eigenen Konzept entstand 2004 die TV-Sendung Die Autoschrauber auf RTL II, bei der Thomsen als Designer und Moderator in seiner Wilhelmsburger Werkstatt auftrat.
Seit 2007 moderiert Thomsen zusammen mit Detlef Müller und Matthias Malmedie die Autosendung Grip - Das Motormagazin auf RTL2, zuständig für außergewöhnliche Fahrtests, Stunts, Youngtimer und Oldtimer. Seit 2019 moderiert er zusammen mit Jens Seltrecht seine eigene Sendung Youngtimer Duell auf DMAX.

## Veröffentlichungen
- Motoraver - Drivestyle Magazin, erscheint seit 2001 mehrmals im Jahr
- Die Generation Autopunk - Das Motoraver Buch Heel Verlag ISBN 978-3-95843-598-8

## Filmografie
- 2005 – 3 Minuten Heroes – Klaus Lemke (Gastrolle)
- 2008 – Dancing with devils – Klaus Lemke (Gastrolle)
- 2008 – Madboy Henna Peschel (Gastrolle)
- 2012 – Hemi Ride (Eigenproduktion, Hauptdarsteller)[5]
- 2017 – Michelin Drivestyle (Hauptdarsteller)